# سلام علیکم حاج آقا
سلام علیکم حاج آقا فیلمی ایرانی در ژانر کمدی اجتماعی به کارگردانی و نویسندگی حسین تبریزی و تهیه کنندگی محمدرضا محمدی محصول سال ۱۳۹۷ است که پس از ۷ سال توقیف از ۲۷ اردیبهشت ۱۴۰۴ در سینماهای ایران اکران شد.

## خلاصه داستان
داستانی اجتماعی و طنز آمیز دارد.

## بازیگران
- حمید گودرزی
- لیلا اوتادی
- علی صادقی
- پوریا پورسرخ
- بهنوش بختیاری
- شهره لرستانی
- محمدرضا شریفی‌نیا
- زهره حمیدی
- رز رضوی
- مریم کاویانی
- سوسن پرور
- ارژنگ امیرفضلی
- مهران رجبی
- شیوا خسرومهر
- سعیده عرب
- بهشاد مختاری
- زهرا جهرمی
- بیتا عالمی
- علی کریمی
- امین چنارانی
- علی بنایی
- اشکان قاسمی
- هلیا آهنگری

## سایر عوامل
- صدابردار: فرهاد تبریزی
- طراح گریم: محسن موسوی
- مدیر تولید: مجتبی متولی
- صداگذار: محمود موسوی‌نژاد
- طراح صحنه و لباس: شیرین بوریایی‌دوست
- بازنویسی فیلمنامه: علی حسینی، حسن عطارها
- دستیار یک کارگردان و برنامه‌ریز: محمد عفراوی
- مشاور رسانه‌ای: امین اعتمادی‌مجد
- دستیار دوم کارگردان: حامد بیسادی
- دستیار برنامه‌ریز: رؤیا محمدی
- دستیار کارگردان: زهرا جهرمی، احد افسر
- منشی صحنه: ساناز هرندی، رؤیا بابابیگی
- عکاس: آرش شاه‌محمدی
- فیلمبردار پشت صحنه: نفیسه مدرسی
- جلوه‌های ویژه تصویری: صالح کشوردوست
- ردا مرادی، مجریان گریم: عبدالله صفدری، مریم حسنی، علی موسوی
- دستیار صدا: امیر حاجی‌زاده، عرفان رفیع‌نژاد
- مدیر صحنه: مجید صیدآبادی
- دستیار یک صحنه: حسین حاجی‌ابراهیمی
- دستیار یک لباس: فاطمه شهبازی
- دستیار لباس: سمیه ابوطالبی
- دستیار یک فیلمبردار: رضا نوروزی
- دستیار دوم فیلمبرداری: حسن لشگری
- دستیاران فیلمبردار: مجتبی نوروزی، احسان باقری، امید سلیمی
- دستیار تدوین: سهند بوعلی، شکیبا خالقی
- مدیر تدارکات: نادر محمدی